# Schweriner Wohnungsbaugenossenschaft
Die Schweriner Wohnungsbaugenossenschaft eG ist eine deutsche Wohnungsbaugenossenschaft, die 1957 gegründet wurde. Sie zählt zu den größten Genossenschaften im Land Mecklenburg-Vorpommern.

## Geschichte
Die Geschichte der Schweriner Wohnungsbaugenossenschaft begann am 2. September 1957 mit der Gründung als AWG-Arbeiterwohnungsbaugenossenschaft „Fritz Heckert“. Die ersten Wohnblöcke der AWG wurden in der heutigen Weststadt unter Mithilfe der Mitglieder fertiggestellt.
Mit dem Aufbau des Industriekomplexes in Schwerin Süd stieg der Wohnungsbedarf sprunghaft an, so dass 1971 die Grundsteinlegung für den ersten Bauabschnitt des Wohngebiets Großer Dreesch erfolgte, ein für 60.000 Einwohner geplanter neuer Stadtteil. Die ersten Häuser für die AWG „Fritz Heckert“ entstanden 1973 an der heutigen Martin-Luther-King-Straße und Arno-Esch-Straße. 1974 baute die Genossenschaft ihr Verwaltungsgebäude in der Leonhard-Frank-Straße 35. Im Frühjahr 1978 wurde die 5000. Wohnung der AWG „Fritz Heckert“ übergeben. Im Mai des gleichen Jahres begann der III. Bauabschnitt des Großen Dreesches, das heutige Mueßer Holz.
Die 1980er Jahre waren durch Zusammenschlüsse mit weiteren Genossenschaften geprägt. So kam im Jahr 1980 die AWG „Reichsbahn-Post“ hinzu. In den Jahren 1982 und 1986 erfolgte die Übernahme der gemeinnützigen Wohnungsbaugenossenschaften „Jean Sibelius“ und „Robert Beltz“, denen die SWG heute ihren restaurierten Altbaubestand zu verdanken hat. Zum 25. Jubiläum im Jahr 1982 übergab die AWG „Fritz Heckert“ ihre 9000. Wohnung. Im 30. Jahr ihres Bestehens zählte die AWG „Fritz Heckert“ über 11.000 Wohnungen und nahezu 12.000 Mitglieder. Sie war damit eine der größten Arbeiterwohnungsbaugenossenschaften der DDR.
Die Wende und friedliche Revolution in der DDR veränderte die Struktur und Arbeitsweise der Genossenschaft. Am 25. September 1990 beschloss die Vertreterversammlung eine Satzungs- und Namensänderung. Mit der Eintragung ins Genossenschaftsregister unter der Nr. 7 entstand am 1. Oktober 1990 die Schweriner Wohnungsbaugenossenschaft eG (SWG). Im Jahr 1992 flossen mehr als 30 Millionen DM in die Instandsetzung und Modernisierung des Wohnungsbestandes. Im Jahr 1993 beantragte der Vorstand Altschuldenhilfe beantragt hatte und infolgedessen wurden 15 Prozent des Wohnungsbestandes privatisiert. Ende der 1990er-Jahre ging die Nachfrage nach Wohnraum zurück; die Leerstandsrate stieg. Ins Jahr 1998 fiel auch die Gründung des gemeinnützigen Vereins „Hand in Hand e. V.“ und somit die Ausweitung des sozialen Engagements der SWG. Im November 1998 war der erste Neubau der Genossenschaft seit der Wende – 64 altengerechte Wohnungen und ein Nachbarschaftstreff – bezugsfertig. Um die Vermietung zu fördern und junge Genossenschaftsmitglieder zu gewinnen, wurde das Projekt „Junges Wohnen“ unter Einbindung des eigenen Azubi-Teams ins Leben gerufen.
Nachdem die Genossenschaft Ende der 1990er-Jahre ihr Konzept änderte und zur Komplexmodernisierung inklusive individueller Grundrissänderungen übergegangen war, beteiligte sie sich von 2003 an am Stadtumbau Ost mit einem Projekt in Neu Zippendorf. Vor allem der anhaltende Bevölkerungsrückgang machte Rück- und Umbaup erforderlich. Bis Ende 2010 nahm die Genossenschaft mehr als 1200 Wohnungen vom Markt. Im Rahmen des Stadtumbaus entstanden im Modellquartier Tallinner/Vidiner Straße aus ehemaligen Plattenbauten Stadtvillen. Zurzeit wird der Umbau im Wohnquartier „An den Seeterrassen“ und in der Wuppertaler Straße fortgesetzt.